# هیلینگدون
longitudeهیلینگدونlatitudeهیلینگدون
هیلینگدون (به انگلیسی: Hillingdon) یک ناحیه در لندن است که در منطقه هیلینگدون لندن واقع شده‌است.
ایستگاه متروی هیلینگدون در این ناحیه قرار دارد.